# San-Nicolao
San-Nicolao (en cors San Niculaiu) és un municipi francès, situat a la regió de Còrsega, al departament d'Alta Còrsega. L'any 1999 tenia 1.316 habitants.

## Demografia
| 1962 | 1968 | 1975 | 1982 | 1990  | 1999  |
| ---- | ---- | ---- | ---- | ----- | ----- |
| 573  | 682  | 731  | 867  | 1.061 | 1.316 |

## Administració
| Període   | Identitat             | Partit | Qualitat |  |
| --------- | --------------------- | ------ | -------- |  |
| 2001-2007 | Claude Olivesi        | DVG    |          |  |
| 2007-     | Marie Thérése Olivesi |        |          |  |

## Personatges il·lustres
- Paul Ortoli (1900-1979), almirall de l'Armada.